# مقاطعة بيسرة وأربينة

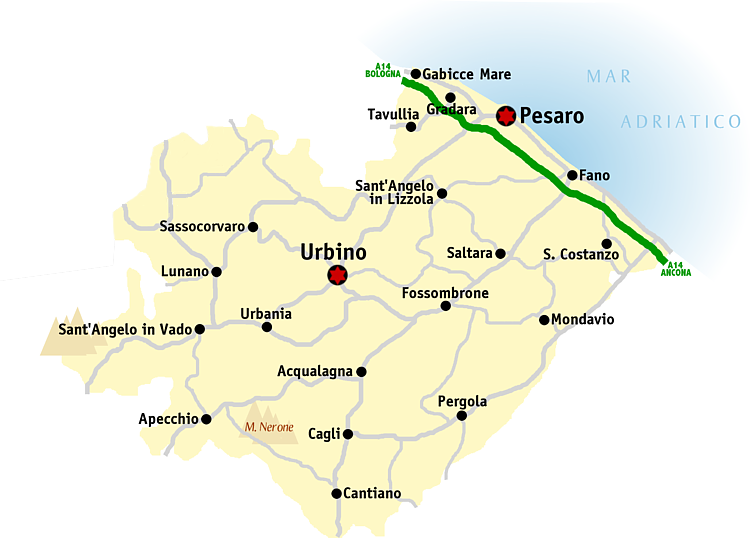
خريطة مقاطعة بيزارو وأوربينو

مقاطعة بيسرة وأُربينة أو (نقحرة: بيزارو وأوربينو) (بالإيطالية: Provincia di Pesaro e Urbino)‏، مقاطعة شمال شرق وسط إيطاليا في إقليم ماركي، عدد سكانها 365.249 نسمة ومساحتها 2892 كيلومتر مربع وبها 67 مدينة وبلدة، عاصمتها مدينتي بيسرة وأُربينة، تطل من الشرق على بحر البنادقة، ويحدها من الشمال إقليم إميليا رومانيا (عند مقاطعة ريميني ومقاطعة فورلي تشيزينا) وجمهورية سان مارينو، ومن الجنوب الشرقي مقاطعة أنكونة، ومن الجنوب إقليم أُمبِرية (عند مقاطعة بروجة)، ومن الغرب إقليم تُسكانة (عند مقاطعة أرِتسة).
- أهم المدن بعد العاصمة بيسرة هي مدينة فانو Fano ذات 62.455 ساكن.

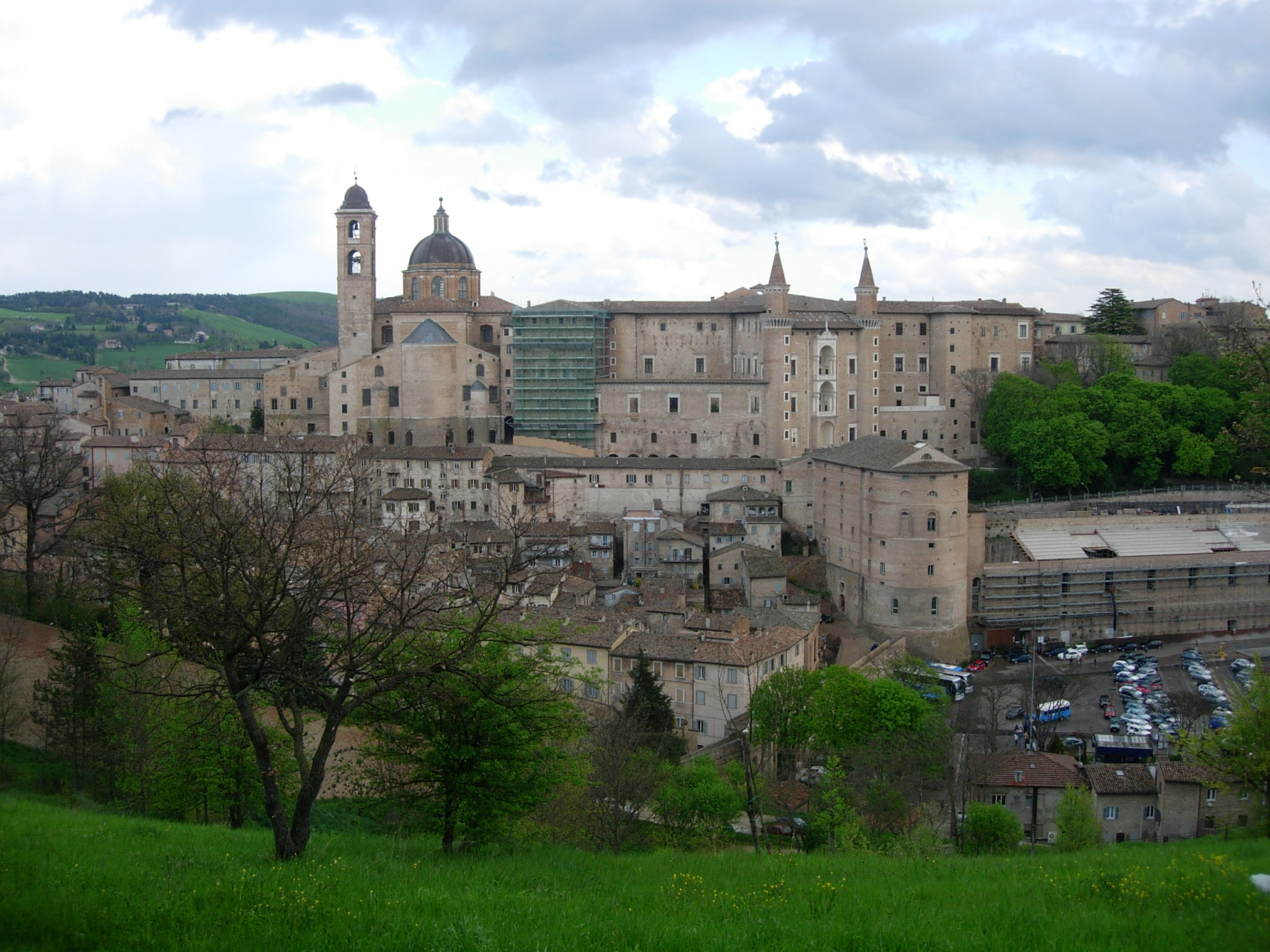
مدينة أوربينو القديمة

## توأمة
لمقاطعة بيزارو وأوربينو اتفاقيات توأمة مع:
- فولفسبورغ (1975 - )